# Barun razbojnik (industrijalac)
Barun razbojnik  je pogrdan izraz koji se odnosi na bogate i moćne američke gospodarstvenika 19. stoljeća. Do kasnih 1800-ih, pojam je obično primijenjivan na gospodarstvenike koji koriste ono što je smatrano eksploatacijskom praksom kako bi stekli bogatstvo. Ove prakse su uključivale vršenje kontrole nad nacionalnim resursima, stvaranje visoke razine utjecaja države, plaćajući izuzetno niske plaće, uništavajući konkurenciju, sve u cilju stvaranja monopola i na kraju podizanja cijena i prodaju dionica po napuhanim cijenama bezazlenim ulagačima na način da bi na kraju uništili tvrtku za koju je izdana dionica i osiromašili ulagača. Pojam kombinira zločinca ("pljačkaša") i nelegitimnu aristokraciju (barun je nelegitimna uloga u republici).
Pojam potječe od srednjovjekovnih njemačkih velikaša koji su naplaćivali cestarine na brodovima koji putuju u Rajnu bez dodavanja vrijednosti. (Vidi barun razbojnik).  Taj izraz je popularizirao američki politički i ekonomski komentator Matthew Josephson tijekom Velike depresije godine 1934. u knjizi istog naslova. On pripisuje tu titulu anti-monopolskom pamfletu iz 1880-tih o željezničkim magnatima.  Kao i njihovi njemački prethodnici, Josephson navodi da su američki veliki poduzetnici zaradili ogromna bogatstva nemoralno, neetički i nepravedno. Tema je bila popularna tijekom Velike depresije zbog javnog prezira prema velikim korporacijama.
Nakon krize, poslovni povjesničari, predvođeni Allanom Nevinsom, počeli su preispitivati ovo stajalište o američkim velikim gospodarstvenicima, zalažući se za tezu "Industrijskog državnika". Nevins, u svojoj knjizi John D. Rockefeller: Herojska doba američkog poduzetništva e (. 2 Vols, 1940), je napao Josephsonove tvrdnje. Tvrdio je da, dok je Rockefeller možda sudjelovao u nekim nemoralnim i nezakonitim poslovnim praksama, to ne bi trebalo zasjeniti njegov doprinos redu u doba industrijskog kaosa. Kapitalisti iz zlatnog doba, prema Nevinsu, nastojali su nametnuti red i stabilnost u tržišnom poslovanju, te da je njihov posao napravio od SAD-a najznačajnije gospodarstvo 20. stoljeća.  
Ova rasprava o moralnosti određenih poslovnih praksi se nastavila s mnogim modernim industrijalcima i medijskim tajkunima poput Ruperta Murdocha, Donalda Trumpa  i moćnim bogatim pojedincima koji imaju političku dužnost i nadziru medije, kao što su Vladimir Putin u Rusiji i Silvio Berlusconi u Italiji koje njihovi kritičari nazivaju barunima razbojnicima.

## Osobe koje su nazivane barunima razbojnicima
- John Jacob Astor
- Andrew Carnegie
- John D. Rockefeller
- Cornelius Vanderbilt